# Song Lingdong
Song Lingdong (宋令东), né en août 1990, est d’origine han, natif du Xian de Cao dans la province du Shandong. Membre du Parti communiste chinois et titulaire d’un diplôme de licence, il est actuellement astronaute de quatrième classe au sein de la Brigade des astronautes de l’Armée populaire de libération de Chine, avec le grade de lieutenant-colonel de l’armée de l'air. En 2023, il a été sélectionné pour faire partie de l’équipage de la mission Shenzhou 19.

## Biographie
Song Lingdong s'est engagé dans l'armée en septembre 2008. Il a occupé le poste de commandant de l'escadron de vol d’une brigade de l’aviation de l’armée de l'air de l'Armée populaire de libération et a été classé pilote de première classe de l'armée de l'air. Song Lingdong a piloté des avions de chasse Su-27 et a par la suite été formé pour piloter des Su-35. En septembre 2020, il a été sélectionné dans la troisième promotion d'astronautes chinois. Actuellement, il est pilote astronaute au sein de la Brigade des astronautes de l'Armée populaire de libération, avec le grade de lieutenant-colonel de l’armée de l'air, et fait partie de l'équipage de la mission Shenzhou 19.